# Funivia del Renon
La funivia del Renon (IPA: [reˈnon]; in ted. Rittner Seilbahn) è un impianto di trasporto a fune per il trasporto di passeggeri che collega i comuni di Bolzano e Renon. Gestita da STA - Strutture Trasporto Alto Adige SpA, fa parte del sistema tariffario integrato della provincia autonoma di Bolzano.

## Storia

### Antefatto
Tra il 1907 e gli anni 1960 l'unica infrastruttura di collegamento fra l'altopiano del Renon e il fondovalle bolzanino era la ferrovia tra piazza Walther e la frazione L'Assunta, i cui convogli impiegavano oltre 1 ora e 20 minuti per coprire il percorso nelle due direzioni.
La concomitante costruzione della strada carrabile tra il capoluogo e il comune montano, pur rendendo più agevoli e rapidi gli spostamenti tra le località, non sarebbe stata sufficiente a decongestionare la vetusta infrastruttura ferroviaria, ormai insufficiente a far fronte all'utenza interessata: un eventuale potenziamento della frequenza dei convogli (da attuarsi mediante un aumento della velocità di esercizio) non appariva una soluzione risolutiva e avrebbe peraltro richiesto investimenti notevoli per l'ammodernamento di binari e mezzi.
Il "trenino del Renon" finì quindi per essere considerato un peso per la mobilità locale: dopo alcuni studi si decise di sopprimere parte della linea ferroviaria (segnatamente la cremagliera che dal fondovalle si inerpicava verso l'altopiano) e di sostituirla con una funivia.

### Il primo impianto
I lavori, appaltati alla ditta Ceretti e Tanfani di Milano, procedettero celermente e il 16 luglio 1966 l'impianto a fune subentrò alla ferrovia, il cui sedime venne limitato alla sola tratta montana L'Assunta-Collalbo.
L'ipotesi iniziale di impiantare la stazione superiore a L'Assunta venne presto scartata, in quanto le asperità del terreno rendevano impossibile creare un collegamento in linea retta con la stazione inferiore (eretta nei pressi dello scalo ferroviario bolzanino): si optò pertanto per far arrivare la funivia a Soprabolzano (che divenne il luogo di interscambio con il tratto ferroviario residuo).

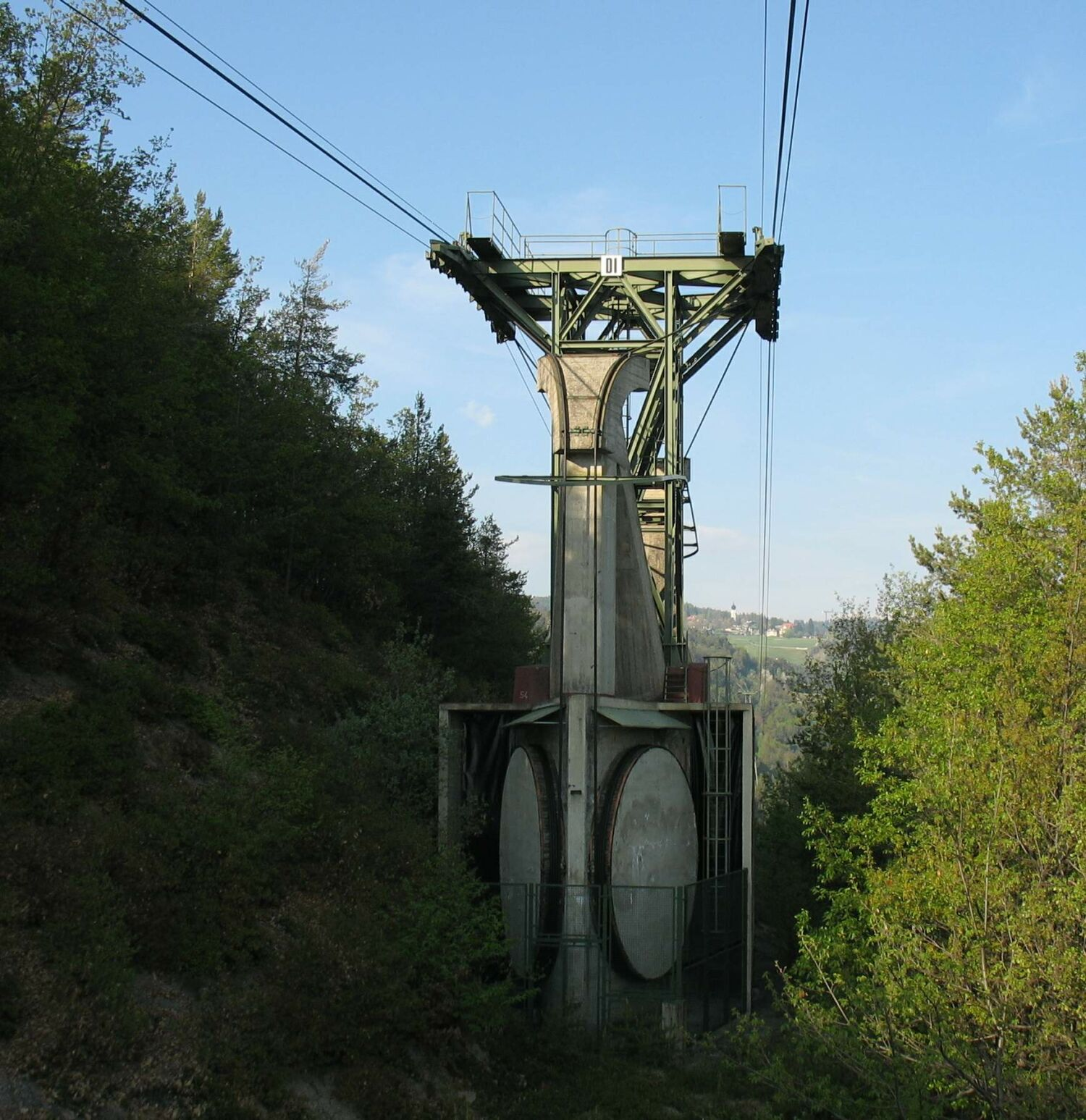
Il "dispositivo intermedio" per il cambio della fune portante nel vecchio impianto, fotografato nell'estate del 2007.

La considerevole distanza da coprire (oltre 4 chilometri, parzialmente in forte pendenza e per il resto quasi in piano) rese necessario dividere in due campate i filari, prevedendo un cambio della fune portante a mezza via. Uno degli otto tralicci di sostegno venne perciò costruito con la funzione di "dispositivo intermedio", onde ancorare i quattro capi delle funi portanti e rallentare la corsa delle cabine (per permettere ai carrelli di sostegno di passare con sicurezza da un cavo all'altro). Questa particolarità richiese inoltre la realizzazione di grandi pozzi per i contrappesi in entrambe le stazioni, a monte e valle.
Tecnicamente l'impianto rimase comunque piuttosto convenzionale, adottando lo schema di funzionamento a "va e vieni", con due cabine circolanti su due sistemi bi-fune (portante+traente) paralleli. 

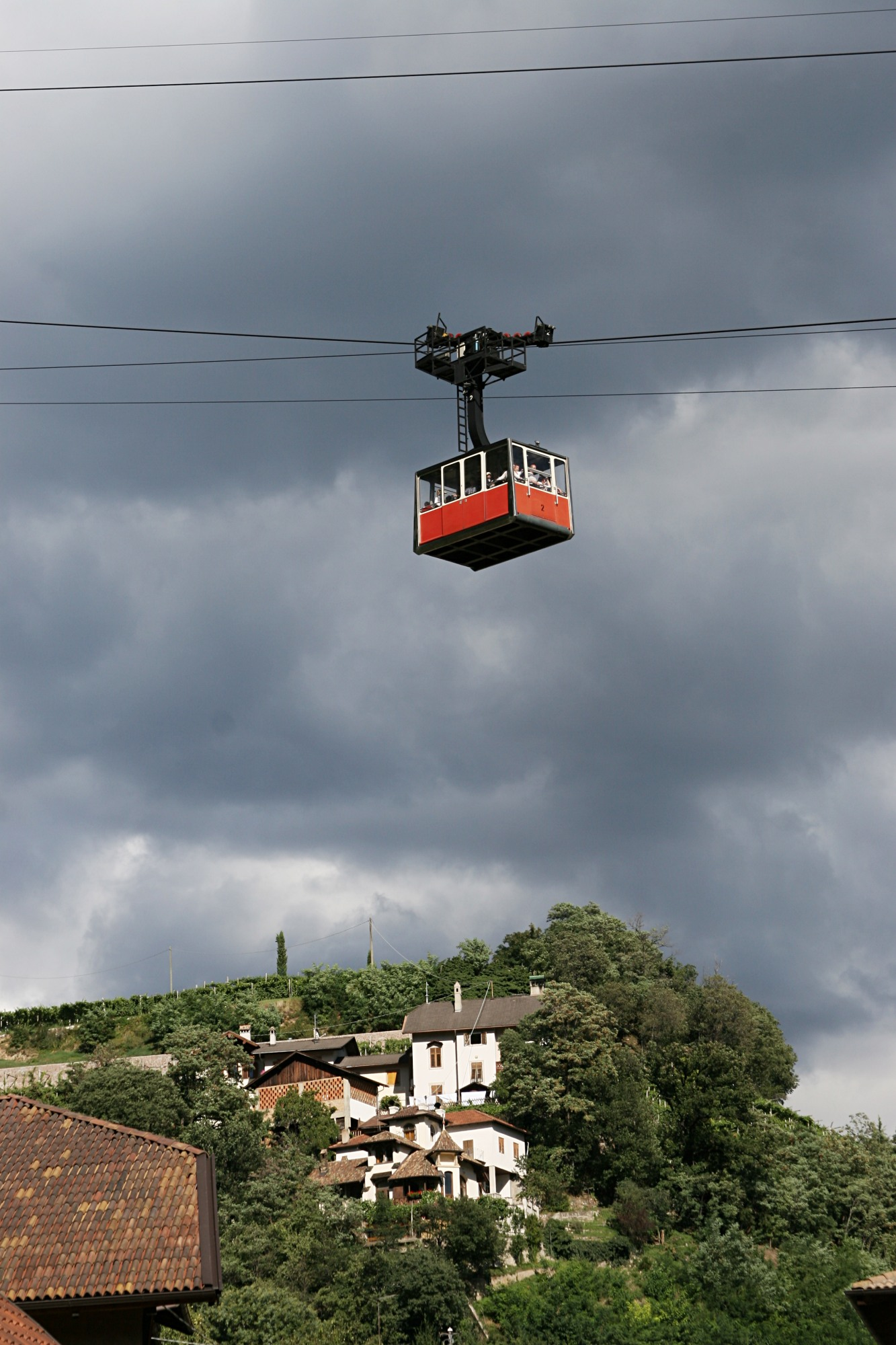
Cabina della funivia sopra il colle di Santa Maddalena (2005)

Ne risultò quella che per il tempo era la teleferica passeggeri più lunga al mondo. Di seguito i dati tecnici essenziali:
- 2 + 2 funi portanti chiuse: diametro 52 mm, lunghezza 2235 + 2770 m
- fune traente Seale: diametro 24 mm, lunghezza 4730 m
- fune zavorra Seale: diametro 22 mm, lunghezza 4800 m
- fune di soccorso Seale: diametro 15 mm, lunghezza 9490 m
- lunghezza inclinata del percorso: 4 565,60 m
- dislivello: 950,80 m
- capienza cabine: 50 posti + 1, con strapuntini ai quattro angoli.
- portata persone/ora: 250 per cabina
- velocità di servizio: 8 m/s (circa 30 km/h).

Tra il 1986 e il 1987, alla prima scadenza ventennale prevista per l'esercizio, l'impianto venne rimodernato dall'impresa Agudio di Leinì; allorché la revisione si avvicinò alla successiva scadenza (prevista per il 2006) l'investimento preventivato di 5 milioni di euro venne giudicato sproporzionato a cospetto della vetustà dell'infrastruttura, la cui capacità di trasporto (complici gli accresciuti flussi turistici nella zona) era inoltre insufficiente a coprire in modo soddisfacente la domanda dell'utenza. Fu pertanto deciso di dismettere l'impianto esistente e realizzarne uno totalmente nuovo e tecnologicamente avanzato, tale da garantire maggiori prestazioni e una migliore integrazione con gli altri mezzi di trasporto auto-ferroviari.

### Il nuovo impianto
Onde non far coincidere la chiusura della funivia coi festeggiamenti per i 100 anni della Ferrovia del Renon, il servizio venne prorogato di circa un anno rispetto alla naturale scadenza della revisione: nel mentre venne aperta la gara d'appalto per la ricostruzione che fu vinta dall'impresa Leitner per la parte funiviaria e Seeste Bau per le opere edili. La provincia di Bolzano e le amministrazioni comunali diluirono le spese per i lavori stipulando un contratto di partenariato pubblico-privato. Il progetto architettonico delle nuove stazioni venne invece affidato all'architetto bolzanino Luca Zangirolami, che disegnò strutture dalle linee semplici e avveniristiche, con ampie superfici vetrate e rivestimento esterno in lastre di rame.

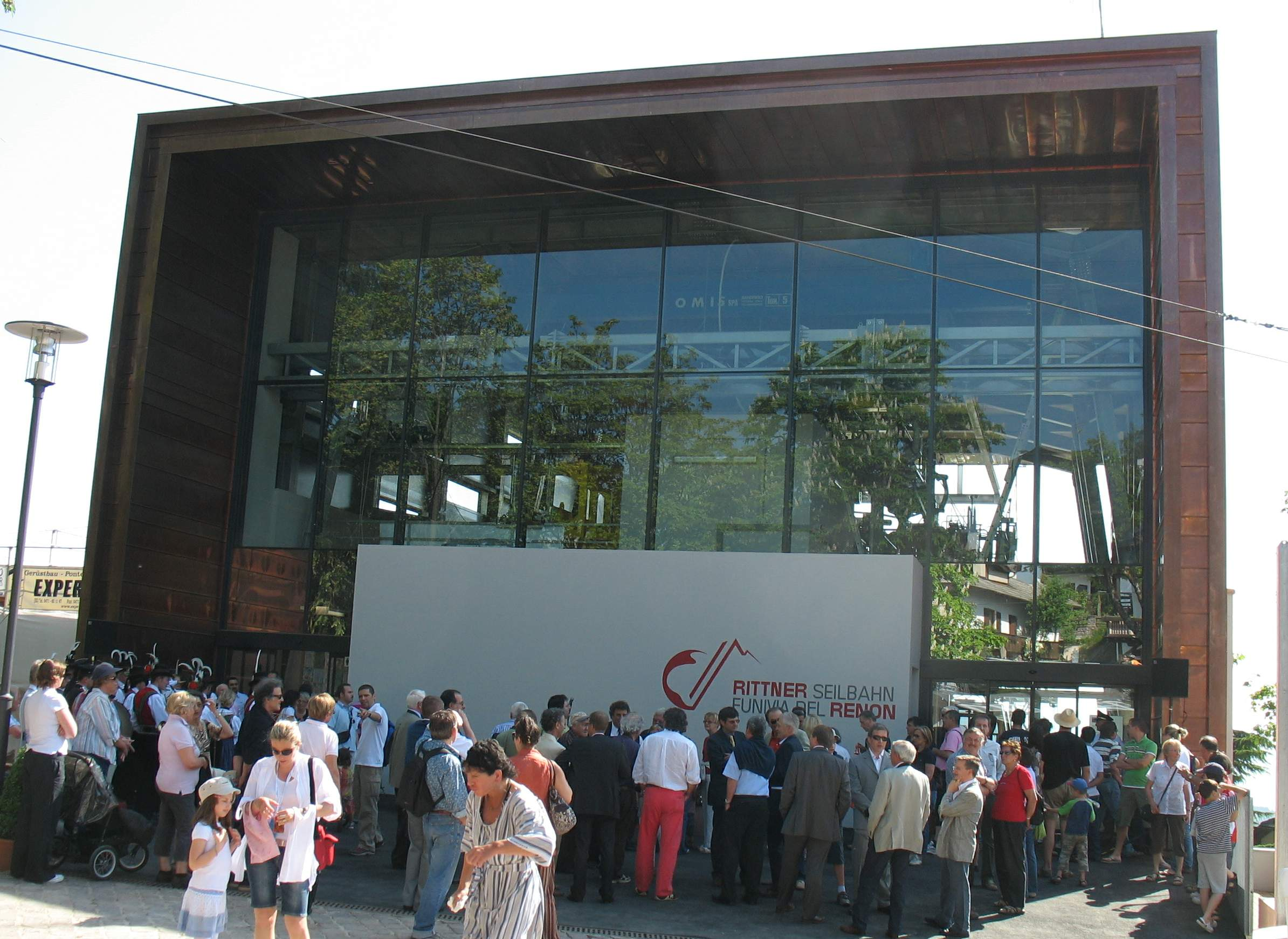
La nuova stazione a monte fotografata il giorno dell'inaugurazione

Il servizio del vecchio impianto terminò il 17 settembre 2007 e i lavori di rinnovamento partirono immediatamente: nonostante alcune difficoltà strutturali - quali la problematicità della collocazione urbana della stazione di valle (i lavori per la ricostruzione della quale comportarono ripercussioni sulla viabilità bolzanina), la necessità di non lesionare gli elettrodotti, il rinvenimento di una bomba d'aereo inesplosa risalente alla seconda guerra mondiale e i periodi di maltempo - le operazioni si conclusero in poco più di 20 mesi e il 23 maggio 2009 il nuovo impianto venne inaugurato.
Si tratta di una funivia aerea (2 portanti per direzione + 1 anello traente, con l’aggiunta di 1 anello di soccorso), anche detto "3S", dal tedesco 3 Seil. Le cabine possono accogliere fino a 35 persone, delle quali 24 in posto a sedere su panchette ribaltabili: tale configurazione consente inoltre un agevole trasporto di biciclette, carrozzelle, passeggini e oggetti voluminosi. Sono dotate di porte automatiche, illuminazione a led e telecamere di videosorveglianza a circuito chiuso: i sistemi elettrici di bordo sono alimentati a batterie che vengono ricaricate quando la cabina è parcheggiata in stazione.

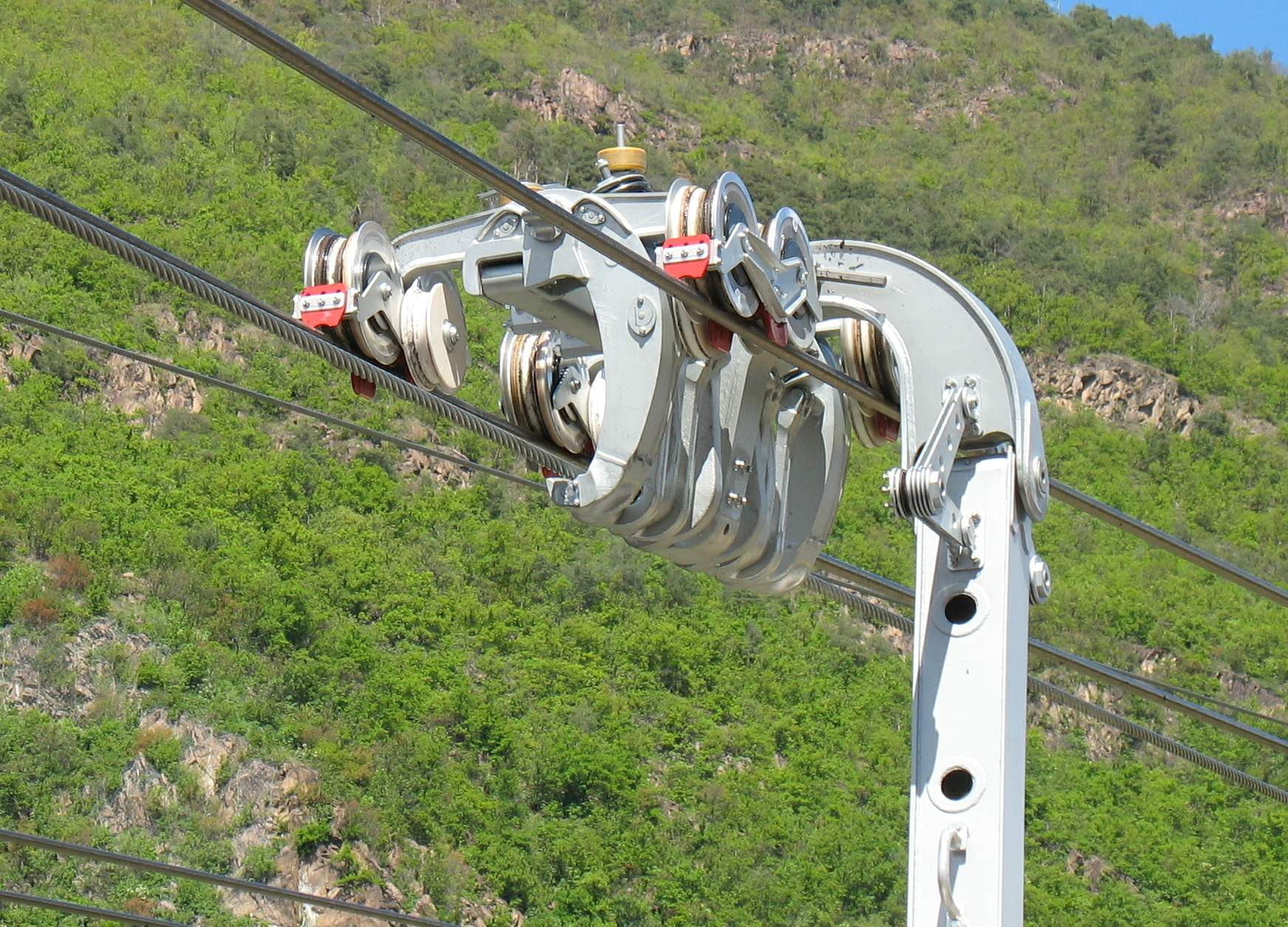
Particolare del carrello trifune

L'esercizio è flessibile, permettendo di impiegare in linea da 2 a 8 cabine contemporaneamente, con il solo vincolo del numero pari, onde adattare il funzionamento alle richieste di capienza nell'arco della giornata. Il passaggio da uno schema all'altro può avvenire in ogni momento, senza necessità di arrestare l'impianto e in modo totalmente automatico. I veicoli temporaneamente non utilizzati vengono semplicemente "parcheggiati" nelle stazioni, le quali ne possono ospitare fino a quattro a testa. La portata oraria media è di 550 persone/ora, ampliabile fino a un massimo di 740.
La cabina di volta in volta in partenza viene accelerata verso la linea e agganciata alla fune traente in movimento ininterrotto. Raggiunto il termine della corsa viene nuovamente sganciata, rallentata e infine arrestata. Il tempo di sosta minimo è di 3 minuti, divisi in due semi-periodi di 1,5 minuti, rispettivamente per la discesa e la salita dei viaggiatori.

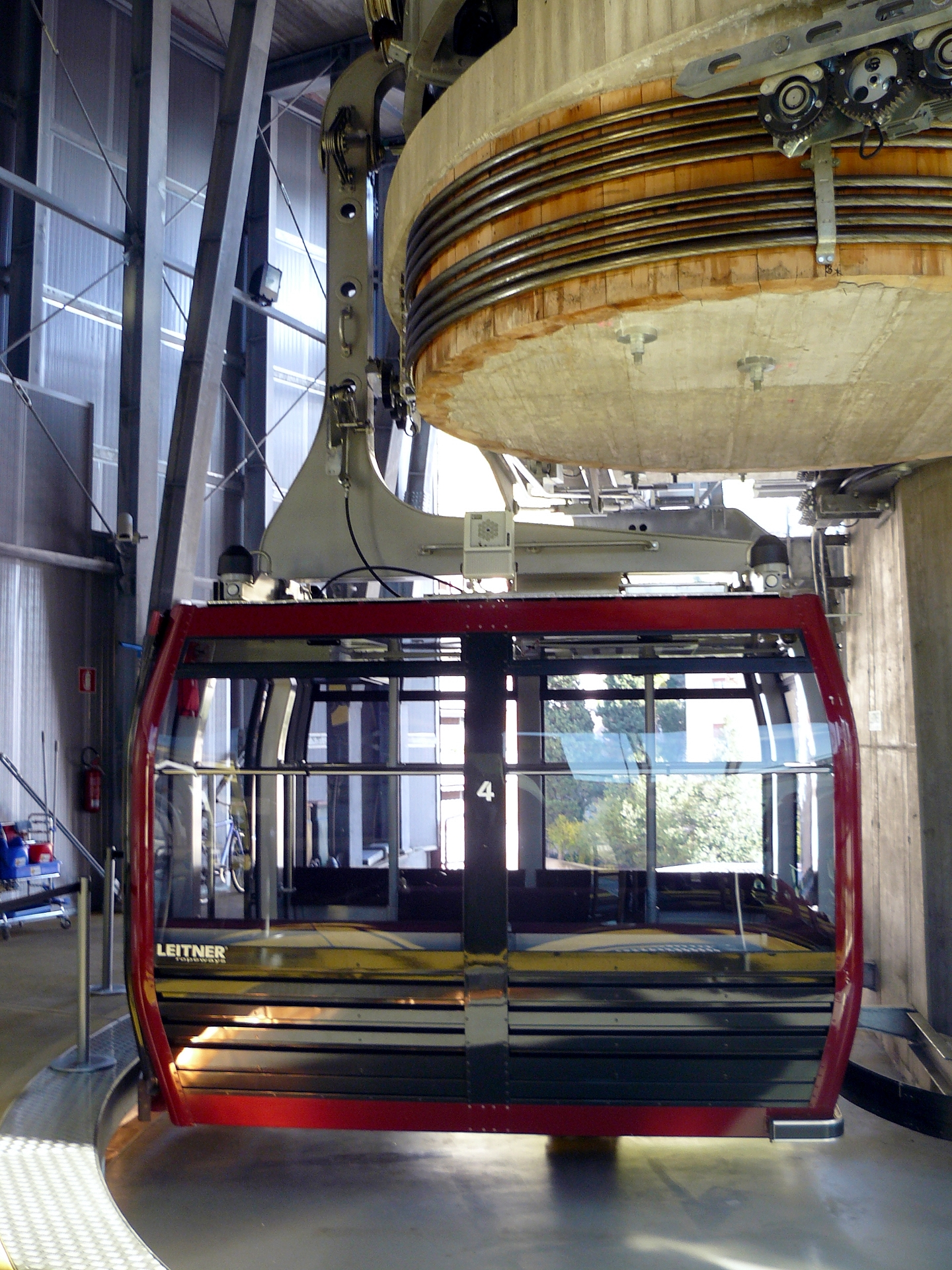
Cabina del nuovo impianto in sosta alla stazione di valle

La velocità dell'anello trattivo non è costante: a causa del ridotto spazio disponibile presso la stazione a valle - realizzata sul limitato sedime della precedente - non è stato possibile realizzare "rampe di lancio" sufficientemente lunghe. Ne consegue che, onde ottenere comunque la prevista velocità di esercizio di 7 metri/secondo (circa 25 km/h), allorché le cabine si avvicinano o allontanano dalle stazioni, la velocità cala per alcuni secondi a 3 m/s, realizzando così un funzionamento detto "pulsé". Il percorso viene coperto in poco meno di 12 minuti.
Il tracciato misura 4 541 metri in linea d'aria, con 7 sostegni di linea e, a intervalli regolari, cavalletti di distanziamento e stabilizzazione fra le funi portanti con rullo di sostegno per la traente. Questi ultimi, assieme alla presenza dei due cavi portanti, rendono molto stabile la corsa dei carrelli anche in presenza di clima ventoso o perturbato. Il dislivello superato è di circa 950 metri. Al di sopra dei cavi scorre un filo provvisto di boe bianco-rosse ad alta visibilità, onde evitare collisioni di velivoli con gli impianti.
In caso d'emergenza il sistema di soccorso permette il recupero delle singole cabine con i viaggiatori a bordo, limitando così a situazioni estremamente eccezionali il recupero mediante calata.

## Interscambi
La funivia del Renon consente un agevole interscambio con la ferrovia del Renon presso la stazione a monte di Soprabolzano (i rispettivi orari sono cadenzati in maniera armonica, onde consentire ai passeggeri in transito di passare in pochi minuti da un mezzo all'altro), mentre presso la stazione di valle (peraltro non lontana dalla stazione centrale di Bolzano) effettuano fermata gli autobus urbani ed extraurbani.

## Incidenti
Il 16 agosto 1969 un guasto agli impianti provocò l'arresto in corsa delle due cabine della funivia: diciannove passeggeri rimasero bloccati a mezz'aria per sette ore prima che i soccorritori riuscissero a riportare le gondole nelle stazioni. Nessuno di essi ebbe tuttavia gravi conseguenze.